# Montigny, Calvados
Montigny är en kommun i departementet Calvados i regionen Normandie i norra Frankrike. Kommunen ligger i kantonen Évrecy som ligger i arrondissementet Caen. År 2022 hade Montigny 90 invånare.

## Befolkningsutveckling
Antalet invånare i kommunen Montigny
Referens:INSEE